# 결혼해 줄래
〈결혼해 줄래〉는 2009년에 발매한 이승기의 디지털 싱글이다.〈하기 힘든 말〉, 〈아직 못다한 이야기〉등으로 이미 이승기와 여러 차례 곡 작업을 했던 김도훈이 작사 작곡을 맡았다. 그동안 발표했던 이승기의 발라드 스타일에서 벗어난 가볍고 경쾌한 곡으로, 비즈니즈가 피처링에 참여하였다. 음원 공개 외에 방송 출연 등의 활동은 하지 않았으며, 이 곡으로 2009년 제24회 골든 디스크 시상식에서 디지털 음원 부문 본상을 수상하였다.

## 제작진
- 책임 프로듀서: 후크 엔터테인먼트 (권진영)
- 믹싱 엔지니어: 정두석
- 레코딩 엔지니어: 김한별/ 전재용
- 마스터링 엔지니어: 최효영

## 차트
발표 이후 각종 음원 사이트의 차트 상위권을 차지하였다. KBS《뮤직뱅크》에서는 방송 출연과 음반 판매 점수 없이도 디지털 음원 성적으로만 3주 연속 1위 후보에 오르기도 했다.